# Anomis griseolineata
Anomis griseolineata är en fjärilsart som beskrevs av W. Warren 1913. Anomis griseolineata ingår i släktet Anomis och familjen nattflyn. Inga underarter finns listade i Catalogue of Life.